# 佩鲁勒
佩鲁勒（法語：Peyroules，法語發音：[pɛʁul]）是法国上普罗旺斯阿尔卑斯省的一个市镇，位于该省东南部，和上阿尔卑斯省和滨海阿尔卑斯省接壤，属于卡斯泰拉讷区。

## 地理
佩鲁勒（43°48'55"N, 6°38'33"E）面积33.34 平方千米，位于法国普罗旺斯-阿尔卑斯-蓝色海岸大区上普罗旺斯阿尔卑斯省，该省份为法国东南部内陆省份，北起上阿尔卑斯省，西接沃克吕兹省，西北接德龙省，南至瓦尔省，东临滨海阿尔卑斯省，东北部与意大利接壤。
与佩鲁勒接壤的市镇（或旧市镇、城区）包括：拉加尔德、索莱亚、圣欧邦、塞拉农、瓦尔德鲁尔、沙托维约。

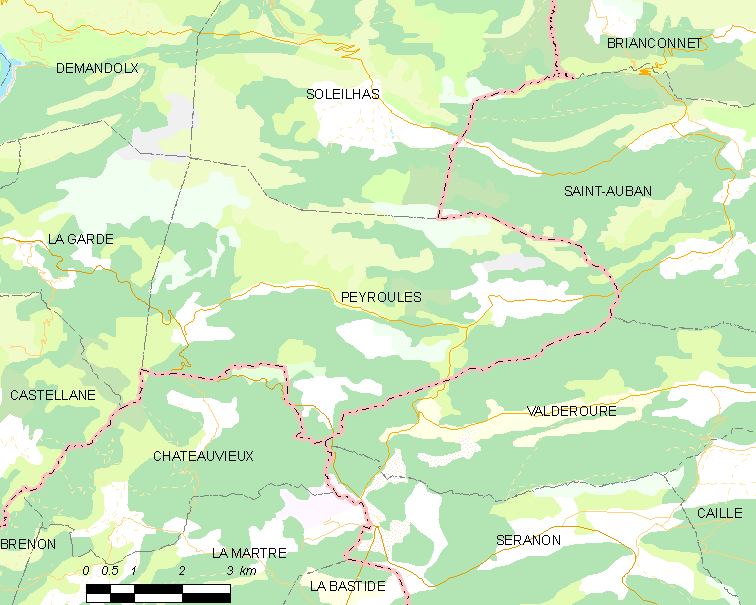
佩鲁勒的OSM定位图

佩鲁勒的时区为UTC+01:00、UTC+02:00（夏令时）。

## 行政
佩鲁勒的邮政编码为04120，INSEE市镇编码为04148。

## 政治
佩鲁勒所属的省级选区为卡斯泰拉讷县。

## 人口

1962-2008年间佩鲁勒人口变化图示

佩鲁勒于2022年1月1日时的人口数量为248人。